# Eupithecia exudata
Eupitecia exudata es una especie de polilla de la familia Geometridae. La especie fue descrita por primera vez por Richard F. Pearsall en 1909 con distribución en el este de Estados Unidos. El holotipo de la especie fue descrito en New Brighton (Pensilvania). Es una polilla pequeña con una envergadura de las alas de 16 milímetros (0,6 plg). Los adultos vuelan en el comienzo de la primavera de ese país.